# جوب سيموليتر
جوب سيموليتر (بالإنجليزية: Job Simulator)‏ ، هي لعبة فيديو إلكترونية أمريكية من نوع لعبة التحكم في المتاجر، أنتجت سنة 2016م، وتعمل لنظامي بلاي ستيشن 4 وإكس بوكس ون، وطريقة اللعبة عن قيام بطل اللعبة الذي يمثل دور البائع لقيامه بالأعمال الشاقة لخدمة الزبائن مثل البنشر والأسواق المركزية وغيرها، وعليه أن يلبي طلبات الزبون لحصوله على مايشتهيه.